# تیگران زارداریان
تیگران زارداریان (ارمنی: Տիգրան Կարոյի Զարգարյան؛ زادهٔ ۲۵ فوریهٔ ۱۹۵۴) مهندس اهل ارمنستان است.

## زندگی‌نامه
وی در ۲۵ فوریه ۱۹۵۴ در ایروان به دنیا آمد و از دانشگاه ملی معماری و شهرسازی ارمنستان فارغ‌التحصیل گشت. وی برنده جوایزی همچون مدال موسس خورناتسی است.